# Black Holes and Revelations
Black Holes and Revelations (dt. Schwarze Löcher und Offenbarungen) ist das vierte Studioalbum der Band Muse aus dem Jahr 2006.

## Hintergrund
Black Holes and Revelations wurde am 30. Juni 2006 über A&E Records veröffentlicht. Das Album wurde – wie auch bereits der Vorgänger Absolution und der spätere Nachfolger Simulation Theory – von Rich Costey (u. a. Franz Ferdinand) produziert und von Warner Music vertrieben. Für das Artwork wurde der Künstler Storm Thorgerson verpflichtet, der durch seine Arbeiten für Pink Floyd und Led Zeppelin bekannt war. Das Artwork zeigt vier Männer, die in einer Marslandschaft an einem Tisch sitzen. 
Die erste Single Supermassive Black Hole, die bereits zwei Wochen vor dem Erscheinen des Albums veröffentlicht wurde, erreichte Platz 4 der britischen Charts. 

## Titelliste
1. Take a Bow – 4:35
2. Starlight – 3:59
3. Supermassive Black Hole – 3:29
4. Map of the Problematique – 4:18
5. Soldier’s Poem – 2:03
6. Invincible – 5:00
7. Assassin – 3:31
8. Exo-Politics – 3:53
9. City of Delusion – 4:48
10. Hoodoo – 3:43
11. Knights of Cydonia – 6:06

Auf der japanischen Version ist darüber hinaus noch der Song Glorious enthalten.

## Kommerzieller Erfolg

### Chartplatzierungen
| ChartsChartplatzierungen       | Höchstplatzierung | Wochen |
| ------------------------------ | ----------------- | ------ |
| Deutschland (GfK)              | 4 (12 Wo.)        | 12     |
| Österreich (Ö3)                | 4 (22 Wo.)        | 22     |
| Schweiz (IFPI)                 | 1 (63 Wo.)        | 63     |
| Vereinigte Staaten (Billboard) | 9 (32 Wo.)        | 32     |
| Vereinigtes Königreich (OCC)   | 1 (96 Wo.)        | 96     |

| ChartsJahrescharts (2006)    | Platzierung |
| ---------------------------- | ----------- |
| Österreich (Ö3)              | 74          |
| Schweiz (IFPI)               | 29          |
| Vereinigtes Königreich (OCC) | 26          |

### Auszeichnungen für Musikverkäufe
| Land/Region                  | Auszeichnungen für Musikverkäufe (Land/Region, Auszeichnung, Verkäufe) | Verkäufe    |
| ---------------------------- | ---------------------------------------------------------------------- | ----------- |
| Australien (ARIA)            | Platin                                                                 | 70.000      |
| Belgien (BRMA)               | Gold                                                                   | (25.000)    |
| Dänemark (IFPI)              | Gold                                                                   | (15.000)    |
| Deutschland (BVMI)           | Gold                                                                   | (100.000)   |
| Europa (IFPI)                | 2× Platin                                                              | 2.000.000   |
| Finnland (IFPI)              | Gold                                                                   | (15.176)    |
| Frankreich (SNEP)            | 3× Platin                                                              | (300.000)   |
| Irland (IRMA)                | Platin                                                                 | (15.000)    |
| Italien (FIMI)               | Platin                                                                 | (50.000)    |
| Japan (RIAJ)                 | Gold                                                                   | 100.000     |
| Kanada (MC)                  | Platin                                                                 | 100.000     |
| Neuseeland (RMNZ)            | Platin                                                                 | 15.000      |
| Norwegen (IFPI)              | Gold                                                                   | (20.000)    |
| Schweiz (IFPI)               | Platin                                                                 | (30.000)    |
| Vereinigte Staaten (RIAA)    | Platin                                                                 | 1.000.000   |
| Vereinigtes Königreich (BPI) | 4× Platin                                                              | (1.200.000) |
| Insgesamt                    | 6× Gold · 16× Platin ·                                                 | 3.285.000   |

Hauptartikel: Muse (Band)/Auszeichnungen für Musikverkäufe